# Pavia (Iloilo)
Pour les articles homonymes, voir Pavia (homonymie).
Pavia est une municipalité de la province d'Iloilo, aux Philippines. En 2015, la localité compte 55 603 habitants.